# Anamosa
Anamosa è una città degli Stati Uniti, capoluogo della Contea di Jones, nello Stato dell'Iowa.

## Geografia fisica
Anamosa è situata a 42°06′32″N 91°16′53″W (42.108954 -91.281476). La città ha una superficie di 5,8 km². Le città limitrofe sono: Center Junction, Martelle, Monticello, Morley e Springville. Anamosa è situata a 253 m s.l.m.

## Società

### Evoluzione demografica
Al censimento del 2000, Anamosa contava 5.494 abitanti e 1.750 famiglie. La densità di popolazione era di 947,24 abitanti per chilometro quadrato. Le unità abitative erano 1.884, con una media di 324,82 per chilometro quadrato. La composizione razziale contava il 90,70% di bianchi, il 6,06% di afroamericani, lo 0,71% di nativi americani, lo 0,51% di asiatici, e lo 0,69% di altre razze. Gli ispanici e i latini erano il 2,17% della popolazione residente.
| Anno | Abitanti |
| ---- | -------- |
| 1860 | 889      |
| 1870 | 2.083    |
| 1880 | 2.083    |
| 1890 | 2.078    |
| 1900 | 2.891    |
| 1910 | 2.983    |
| 1920 | 2.881    |
| 1930 | 3.579    |
| 1940 | 4.069    |
| 1950 | 3.910    |
| 1960 | 4.616    |
| 1970 | 4.389    |
| 1980 | 4.958    |
| 1990 | 5.100    |
| 2000 | 5.494    |